# 丙烯酸叔丁酯
丙烯酸叔丁酯是一种有机化合物，化学式为C7H12O2。它可由异丁烯和丙烯酸在催化下反应制得。
它和溴苯在碱和催化剂存在下反应，可以得到3-苯基-2-丙烯酸叔丁酯。